# An Čching-cung
An Čching-cung (čínsky pchin-jinem Ān Qzōngìng, znaky zjednodušené 安庆宗, tradiční 安慶宗; † 756) byl nejstarším synem An Lu-šana, tchangského generála sogdsko-turkického původu. Zprvu sloužil v otcově armádě, v 50. letech 8. století sloužil u císařského dvora v tchangském hlavním městě Čchang-anu ve dvojí roli – jednak informoval otce o situaci a náladách u dvora, za druhé byl neoficiálním rukojmím zaručujícím An Lu-šanovu věrnost. Roku 755 se oženil s princeznou z císařského rodu, nicméně jeho otec, vzhledem k zjevnému nepřátelství hlavního ministra Jang Kuo-čunga, s obavy o svůj život odmítl přijet do Čchang-anu, až byl císařem Süan-cungem zván.
V prosinci 755 se An Lu-šan vzbouřil a se svého sídla ve Fang-jangu (dnešní Peking) vytáhl na jih proti tchangským metropolím Luo-jangu a Čchang-anu. Tchangský císař a vláda reagovali popravou An Čching-cunga, jeho manželka spáchala sebevraždu.